# Georg Friedrich von Zentner

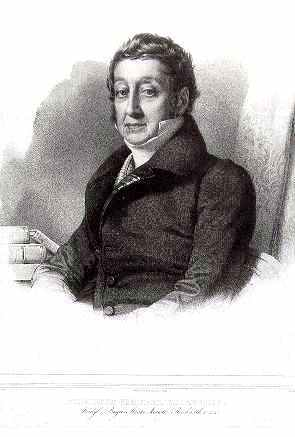
Bildnis Georg Friedrich von Zentner

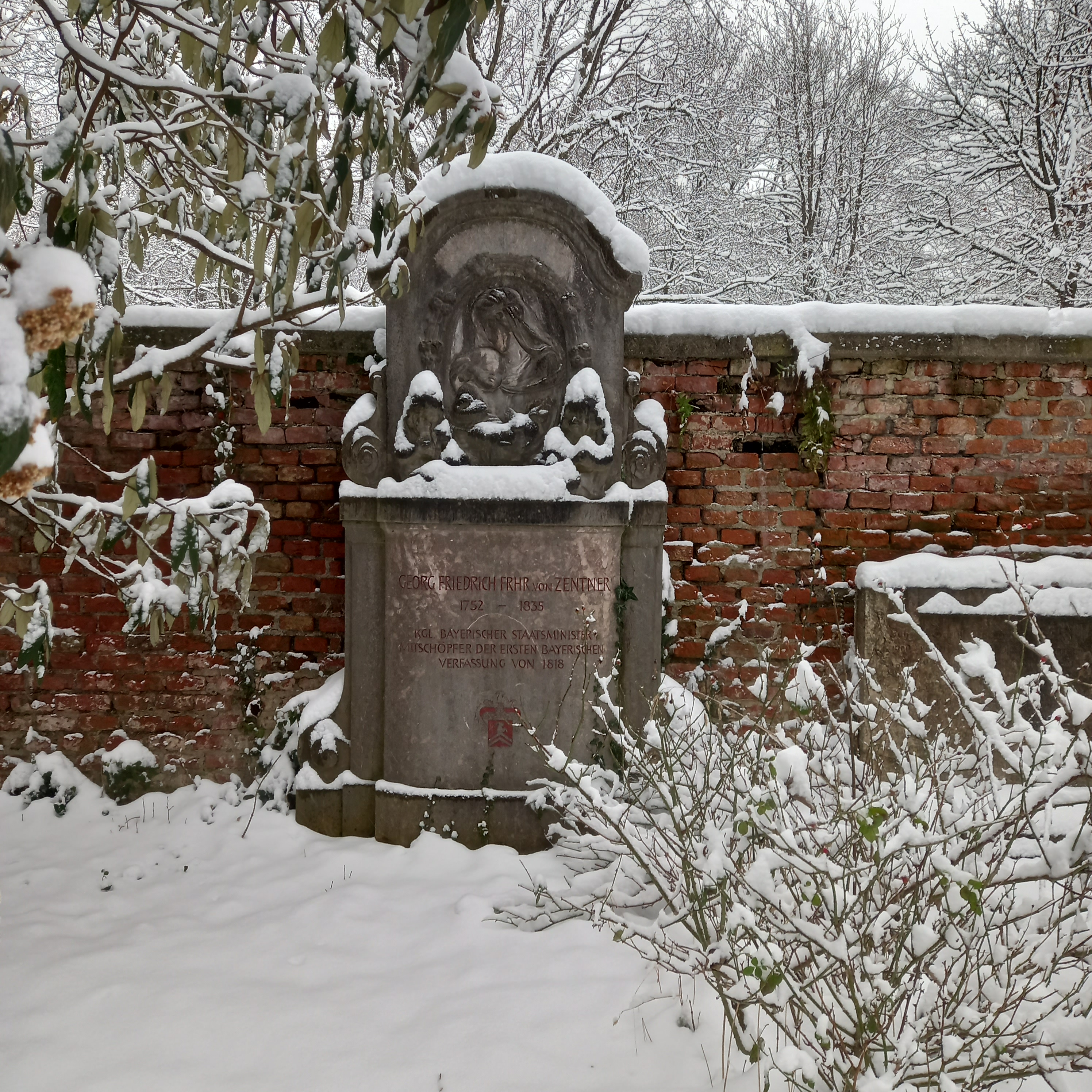
Das Grab von Georg Friedrich von Zentner auf dem Alten Südlichen Friedhof in München

Georg Friedrich Zentner, ab 1792 Ritter von Zentner, ab 1810 Freiherr von Zentner (* 27. August 1752 in Straßenheim (heute zu Mannheim); † 20. Oktober 1835 in München), war ein deutscher Rechtsgelehrter und bayerischer Staatsmann. Zunächst Professor für Staatsrecht an der Ruprecht-Karls-Universität Heidelberg, trat er 1799 in die bayerische Ministerialbürokratie ein. Im Königreich Bayern war er ab 1810 geschäftsführender Generaldirektor im Innenministerium und von 1823 bis 1831 Staatsminister der Justiz, 1827/28 zusätzlich Ministerverweser des Staatsministeriums des Königlichen Hauses und des Äußeren. Er war maßgeblich an der Ausarbeitung des bayerischen Gemeindeedikts und der bayerischen Verfassung von 1818 beteiligt.

## Werdegang
Zentner wurde in Straßenheim in der Kurpfalz als jüngster Spross einer kinderreichen katholischen Bauernfamilie geboren. Vater Franz Zentner und die aus Heppenheim stammende Mutter Maria Theresia, geb. Steinbach, besaßen dort einen ansehnlichen Gutshof. Als siebenjähriger Knabe kam er in die Obhut seines ältesten Bruders Franz, der seit 1759 kurpfälzischer Regierungsrat in Mannheim war. Ein Hauslehrer bereitete ihn auf das Jesuitenkolleg in Heidelberg vor, wo er nach vierjährigem Studium im Seminarium und an der Akademie 1770 nach einer Disputation Ex universa philosophia zum Magister artium ernannt wurde.
Zur Vervollkommnung seiner Kenntnisse der französischen Sprache hielt er sich anderthalb Jahre in Metz auf. Dort machte er Begegnung mit dem radikal aufklärerischen Geistesleben des Landes. Er vollendete seinen Studien des öffentlichen Rechts und der Geschichte an der Georg-August-Universität Göttingen bei Johann Stephan Pütter, Georg Ludwig Böhmer, Heinrich Christian von Selchow, Gottfried Achenwall und Johann Christoph Gatterer, die seine säkularisierte Staats- und Geschichtsauffassung prägten.

Nach einer kurzen praktischen Schule am Reichskammergericht zu Wetzlar wurde er am 14. Mai 1777, vermutlich auf Empfehlung seines Bruders Franz, der die Laufbahn seines jüngsten Bruders kontinuierlich förderte, zum Professor des Staats- und Fürstenrechts sowie der Reichsgeschichte an der Universität Heidelberg ernannt.
Vor Antritt seines Lehramtes erhielt er vom Kurfürsten Karl Theodor die Genehmigung zu einer zweijährigen Studienreise, verbunden mit einer staatlichen Unterstützung von 600 Gulden. Er kehrte zunächst zur Vertiefung seiner Kenntnisse nach Göttingen zurück. Über Berlin, Braunschweig, Hannover, Wolfenbüttel, Leipzig und Dresden kam er nach Wien, wo er sich mit den Abläufen am Reichshofrat vertraut machte. Auf der Rückreise nach Heidelberg erwarb er am 8. April 1779 an der Universität Ingolstadt den Doktorgrad beider Rechte und nahm zum Sommersemester 1779 unter dem Titel eines Regierungsrats mit Vorlesungen über das Staatsrecht und die allgemeine Reichsgeschichte seine Lehrtätigkeit auf.
In der Folge nahm er als Geheimrat und Mitglied der pfalzbayrischen Gesandtschaft an den Basler Friedensverhandlungen 1795 und dem Kongress in Rastatt 1797 teil.
Nach dem Tod Karl Theodors 1799 als Wirklicher Geheimer Rat im Ministerialdepartement der geistlichen Gegenstände in das Ministerium nach München berufen, wurde er 1807 Staatsrat im Innenministerium unter Maximilian von Montgelas. Er tat ab 1808 als Sektionsvorstand für Erziehung und Unterricht im Innenministerium viel für die Verbesserung des Erziehungs- und Unterrichtswesens sowie für Beförderung der Volkskultur. 1819 in den Freiherrenstand versetzt, wurde er im selben Jahr Generaldirektor des Innenministeriums, das er faktisch bereits seit 1810 führte, und amtierte dann von 1823 bis 1831 als bayerischer Justizminister. Von 1827 bis 1828 war er zusätzlich Ministerverweser des Staatsministeriums des königlichen Hauses und des Äußeren. Die bayerische Verfassung mit dem Religionsedikt von 1818 ist fast ganz sein Werk.
Er war seit 1801 Mitglied der Bayerischen Akademie der Wissenschaften. 1820 wurde er als erste Person zum Ehrenbürger der Stadt München ernannt. Er trat 1776 in Wetzlar der Freimaurerloge Joseph zu den drey Helmen bei und wurde Mitglied im System der  Strikten Observanz. Als solches gehörte er 1781 zu den Gründungsmitgliedern der Wormser Loge Johannes zur brüderliche Liebe. An der Gründung der Heidelberger Loge Karl zum Reichsapfel beteiligte er sich ebenfalls.

## Ehrungen
- 1792 „Edler von Zentner des Heiligen Römischen Reichs Ritter“
- 1817 Ernennung zum Wirklichen Staatsrat
- 1818 Ehrenbürgerwürde der Stadt München
- 1818 Großkreuz des Bayerischen Zivilverdienstordens
- 1819 Erhebung in den erblichen Freiherrenstand
- 1829 Hubertusorden zum 50-jährigen Dienstjubiläum

## Familie
Zentner war seit 1780 mit Christine von Hoffstadt verheiratet. Er hatte zwei Kinder, Karoline (* 1782) und Franz (* 1789).

## Nachlass
Der Nachlass von Zentner befindet sich im Bayerischen Hauptstaatsarchiv München. Ein Teilnachlass liegt in der Bayerischen Staatsbibliothek.